# Vatikáni Apostoli Könyvtár
A Vatikáni Apostoli Könyvtár (latinul Bibliotheca Apostolica Vaticana) a Szentszék könyvtára, jelenleg a Vatikánban található. Egyike a világ legrégibb könyvtárainak, és az egyik legkülönlegesebb történelmi iratgyűjteménnyel rendelkezik. Formálisan 1475-ben alapították, de valójában sokkal régebben. 2007 júliusától felújítási munkák zajlottak az épületen, ezek 2010-ben fejeződtek be.

## Történelmi korszakok
A könyvtár történetét 5 korszakra szokás bontani:
- Pre-Lateráni – a könyvtár első évei, a Lateráni Palotába való áthelyezése előtt
- Lateráni – a Lateránban volt a könyvtár. Ez a 13. század végén ért véget, VIII. Bonifác uralkodásával.
- Avignoni – az az időszak, amikor a pápák Avignonban székeltek (VIII. Bonifác halálától az 1370-es évekig)
- Pre-Vatikáni – 1370-től 1446-ig a könyvtár egyes darabjai Avignonban, Rómában, és más helyeken voltak.
- Vatikáni – 1448-tól tart, a könyvtár újra egyesült, a Vatikánban van

## Alapítás
V. Miklós pápa alapította meg a Vatikánban 1448-ban 350 görög, latin, és héber nyelvű kódexszel. A Bibliotheca Apostolica Vaticana-t csak 1475-ben alapították meg.
Amikor Bartolomeo Platina, az első könyvtáros leltárt készített 1481-ben, a könyvtár 3500 darabot tartalmazott. Akkoriban ez volt a nyugati világ legnagyobb könyvtára. 1587 körül V. Szixtusz pápa megbízta Domenico Fontana-t egy könyvtárépület megépítésére, a könyvtár ezt az épületet használja most is.

## Hagyatékok és beszerzések
A könyvtár néhány nagy hagyatékkal és beszerzéssel bővült a századok során.
1623-ban I. Miksa bajor herceg a heidelbergi Palatine Könyvtárat, amely 3500 kéziratot tartalmazott, adta a könyvtárnak, hálából XV. Gergely pápa politikai segítségéért. (Mert támogatta őt a harcban a protestánsokkal szemben a választói helyért.) Ebből az anyagból 39 darab előbb Párizsba, majd 1815-ben visszakerült Heidelbergbe. A Palatine Könyvtár máig a vatikáni könyvtárban van.
1657-ben a az urbinói hercegek kéziratai is a Vatikánba kerültek. 1661-ben a görög tudós Leo Allatius könyvtáros lett.

## Jelenlegi adatok

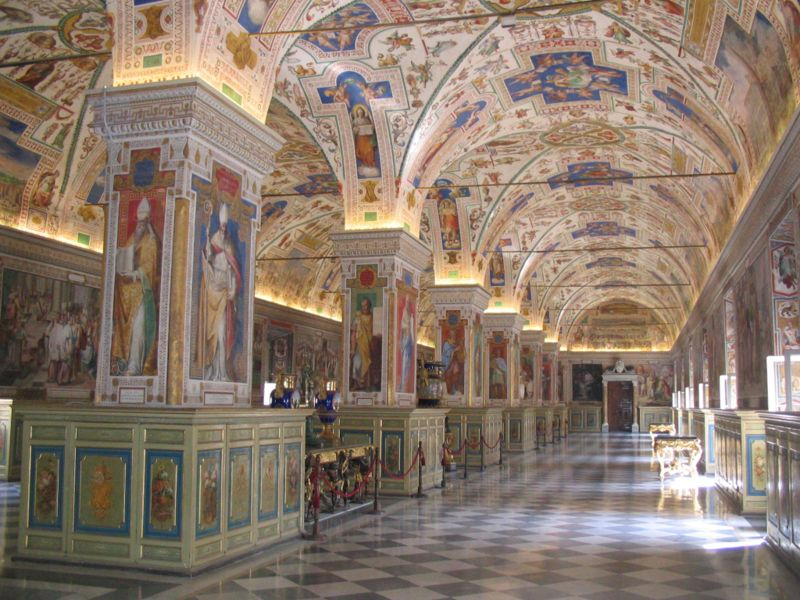
A Sixtus-terem

Jelenleg a könyvtár 75 000 kéziratot és 1,1 millió nyomtatott könyvet őriz, ebből 8500 ősnyomtatvány. A Vatikáni Titkos Levéltár a XVII. század elején választódott le, gyűjteményében 150 000 dokumentum található.
A könyvtár leghíresebb darabja a Codex Vaticanus, a legrégebbi ismert Biblia-kézirat. A Prokopiosz által írt Titkos történetet 1623-ban a könyvtárban fedezték fel, és adták ki.
A Vatikáni Apostoli Könyvtár történelmi, jogi, tudományos, teológiai és filozófiai kutatókönyvtár. Bárki szabadon kutathatja, aki megfelelő kutatói okmányokkal rendelkezik, és a kutatásához szüksége van a könyvtár anyagára.

## Főkönyvtárosok listája
- Bartholomaeus Platina (1475–1481)
- Caesar Baronius
- Marcellus Cervini (1548–1555)
- Gulielmus Allen
- Scipio Borghese (1609–1618)
- Lucas Holstenius (1653–?)
- Flavius Chigi (1659–1661)
- Henricus Noris, OSA (1700–1704)
- Benedictus Pamphilj (1704–1730)
- Angelus Maria Quirini, OSB (1730–1740)
- Dominicus Silvius Passionei (1755–1761)
- Alexander Albani (1761–1779)
- Aloysius Valenti Gonzaga (1802–1808)
- Giuseppe Albani (1830. április – 1834. december 3.)
- Angelo Mai (1853. június 27. – 1854. szeptember 9.)
- Antonio Tosti (1860. január 13. – 1866. március 20.)
- Jean-Baptiste-François Pitra (1869. január 19. – 1879. május 12.)
- Alfonso Capecelatro di Castelpagano (1899 – 1912. november 11.)
- Francis Aidan Gasquet (1919. május 9. – 1929. április 5.)
- Franz Ehrle (1929. április 17. – 1934. március 31.)
- Giovanni Mercati (1936–1957)
- Eugène-Gabriel-Gervais-Laurent Tisserant (1957. szeptember 14. – 1971. március 27.)
- Antonio Samore (1974. január 25. – 1983. február 3.)
- Alfons Maria Stickler (1983. szeptember 8. – 1988. július 1.)
- Antonio María Javierre Ortas (1988. július 1. – 1992. január 24.)
- Luigi Poggi (1992. április 9. – 1998. március 7.)
- Jorge María Mejía (1998. március 7. – 2003. november 24.)
- Jean-Louis Tauran (2003. november 24. – 2007. június 25.)
- Raffaele Farina (2007. június 25. – 2012. június 9.)
- Jean-Louis Bruguès (2012. június 26. - 2018. szeptember 1.)
- José Tolentino de Mendonça (2018. szeptember 1. – 2022. szeptember 26.)
- Angelo Vincenzo Zani (2022. szeptember 26. – 2025. március 28.)
- Giovanni Cesare Pagazzi (2025. március 28. –)